# Aciurina maculata
Aciurina maculata är en tvåvingeart som först beskrevs av Cole 1919.  Aciurina maculata ingår i släktet Aciurina och familjen borrflugor. Inga underarter finns listade i Catalogue of Life.